# I Am King
I Am King è il secondo album in studio del gruppo musicale statunitense Code Orange, pubblicato nel 2014.

## Tracce
1. I Am King – 2:38
2. Slowburn – 2:31
3. Dreams in Inertia – 5:00
4. Unclean Spirit – 2:11
5. Alone in a Room – 3:09
6. My World – 2:56
7. Starve – 3:48
8. Your Body is Ready... – 1:25
9. Thinners of the Herd – 2:47
10. Bind You – 1:43
11. Mercy – 4:15

## Formazione
- Eric Balderose – chitarra, voce
- Joe Goldman – basso
- Reba Meyers – chitarra, voce
- Jami Morgan – batteria, voce

Ospiti
- AJ Borish – voce (traccia 2)
- Joe Sanderson – voce (traccia 11)
- Eric Schaeffer – voce (traccia 6)
- Scott Vogel – voce (traccia 4)